# Vojtěch Sucharda
Vojtěch Sucharda (16. ledna 1884 Nová Paka – 31. října 1968 Praha-Bubeneč) byl český sochař, restaurátor, řezbář a loutkář.  Byl zakladatelem a dlouholetým vedoucím divadla Říše loutek v Praze, kde působil nejen jako autor loutek, ale i jako herec a režisér.

## Život
Pocházel z uměleckého rodu Suchardů z Nové Paky, ve kterém se umělecké nadání dědilo z generace na generaci už od jeho praděda Jana. Loutkářství se vyučil v závodě svého otce Antonína Suchardy mladšího (1843–1911) a v roce 1899 přesídlil do Prahy. V roce 1905 absolvoval pražskou Uměleckoprůmyslovou školu.
Po absolutoriu spolupracoval na sochařských dílech svého bratra Stanislava, např. na pomníku Františka Palackého, Fantově budově nádraží Franze Josefa, Nové radnici. Od roku 1907 spolupracoval s architektem Kamilem Hilbertem na dostavbě katedrály sv. Víta na Pražském hradě. Pro katedrálu vytvořil na 250 novogotických hlavic sloupů, vyřezávanou truhlu, několik kamenných plastik a dva vysoké reliéfy znázorňující stavitele dómu na průčelí stavby. Vojtěch Sucharda pracoval i na výzdobě několika kostelů a staveb po celých Čechách. Od roku 1913 se podílel mimo jiné i na sochařské výzdobě pražského paláce Koruna.
Za 1. světové války padl po čtyřech měsících služby do ruského zajetí, byl deportován do Nižního Novgorodu. Do Prahy se vrátil až roku 1918, další rok strávil jako voják na Slovensku.
V roce 1908 se oženil se svou spolužačkou z Uměleckoprůmyslové školy Annou Brichovou, s níž v roce 1920 založil divadlo V říši loutek (od roku 1928 Říše loutek). Divadlo mělo sídlo nejprve na Letné, od roku 1928 v Ústřední knihovně hl. města Prahy. Jako principál souboru, režisér i loutkoherec zde pak působil téměř čtyři desítky let, vytvořil 350 loutek a výpravu pro 137 her. Na loutkách spolupracoval se svou manželkou. V letech 1954 až 1956 režíroval celkem 20 her. Jako vedoucí souboru skončil v roce 1956 pro sluchovou chorobu. V roce 1959 obdržel vyznamenání Za vynikající práci, za celoživotní tvorbu sochařskou a loutkářskou.

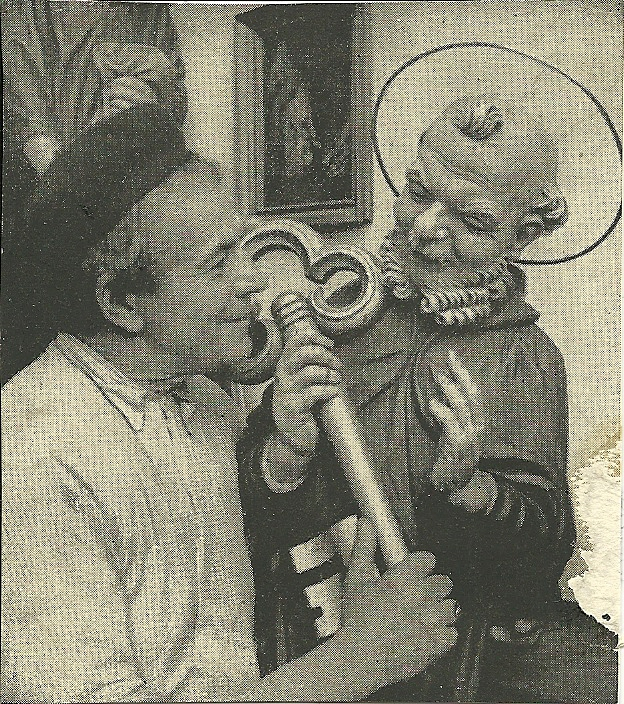
Vojtěch Sucharda u sochy svatého Petra

V oblasti restaurování patří k jeho významným pracím kopie barokního sousoší Nanebevzetí Panny Marie na nádvoří pražské Lorety. V letech 1912, 1936 a 1948 se Vojtěch Sucharda podílel na rekonstrukcích Staroměstského orloje v Praze, pro který vytvořil dvanáct nových sošek apoštolů. Některé jeho restaurátorské zásahy ovšem byly při rekonstrukci orloje v roce 2018 odstraněny jako nepřípustné. Během své práce na orloji ukryl do sochy svatého Tomáše v hliníkové tubě od doutníku několikastránkový dopis, kde svoji práci na sochách popisuje. Dopis byl objeven během rekonstrukce orloje v roce 2018. V poválečném období byl také autorem návrhu na celkovou modernizaci výtvarného řešení Staroměstského orloje, který nebyl nikdy realizován.
S manželkou Annou, roz. Brichovou měl dvě dcery – Annu (1909–1996) a Olgu (1911). Po smrti své ženy v roce 1944 se roku 1947 podruhé oženil s pražskou Němkou Alžbětou Balkovou, kadeřnicí Městských divadel na Vinohradech, která 10 let v divadle Říše loutek upravovala paruky.
Vojtěch Sucharda zemřel v Praze–Bubenči 31. října 1968. Pohřben byl v rodinné hrobce na hřbitově v Nové Pace.

## Dílo

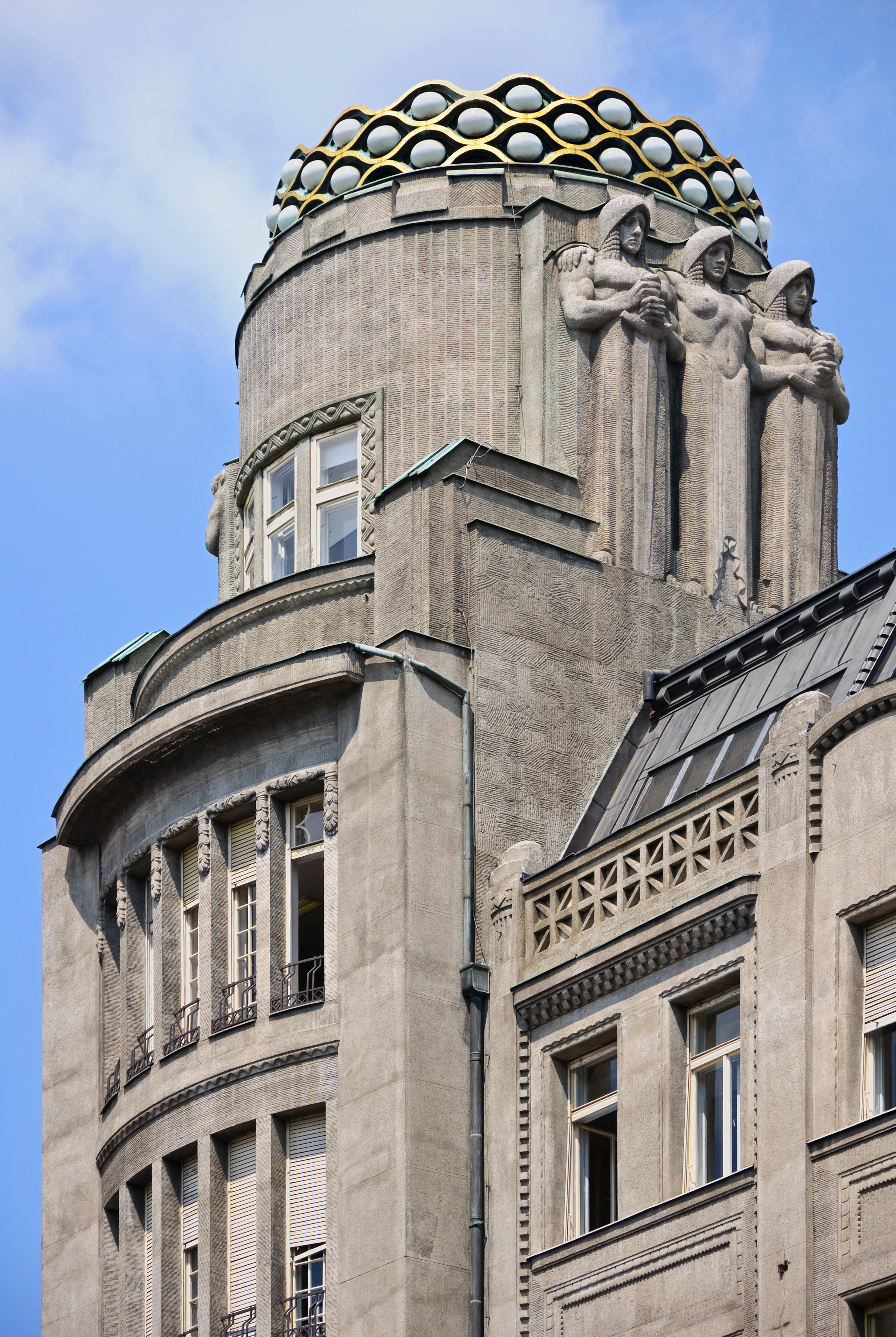
Plastiky pro palác Koruna

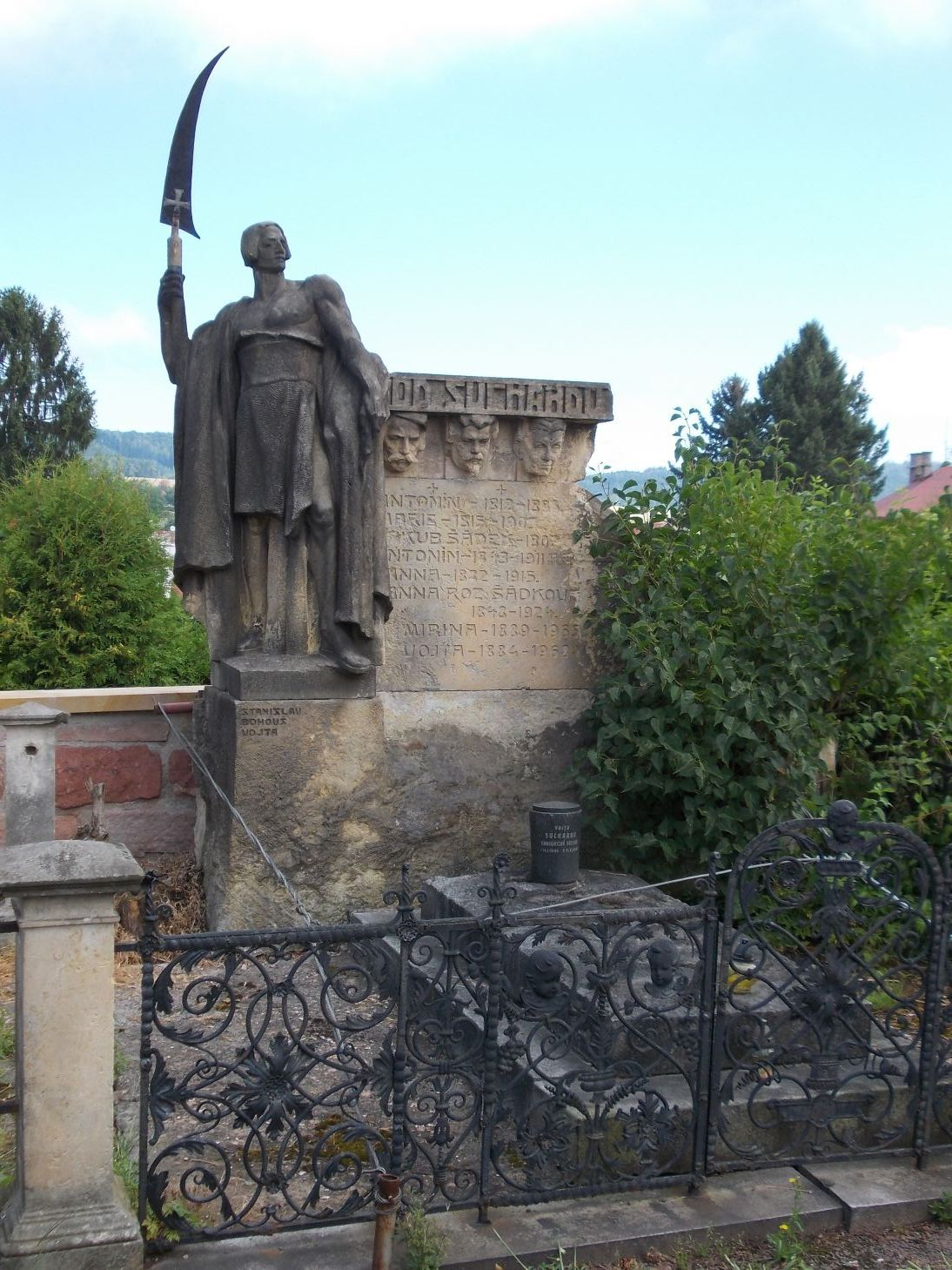
Hrobka rodiny Suchardů na městském hřbitově v Nové Pace

- dostavba katedrály sv. Víta, Pražský hrad (hlavice sloupů, plastiky)
- výzdoba chrámu sv. Jana Nepomuckého, Štěchovice (socha Piety s klečícími anděly na průčelí a plastika pelikána jako symbol Kristova obětování)
- výzdoba chrámu sv. Jiljí, Nymburk (restaurátorské práce spolu s Kamilem Hilbertem)
- výzdoba chrámu sv. Petra a Pavla, Mělník (busty sv. Petra  a sv. Pavla)
- výzdoba muzea, Hradec Králové (sochy Historie a Průmysl na průčelí)
- 12 sošek apoštolů na Staroměstském orloji
- plastiky pro palác Koruna na Václavském náměstí
- pomník hudebního skladatele Karla Bendla v Praze-Bubenči (podle návrhu Stanislava Suchardy)[9]
- pomníky padlým obětem války (Dubicko, Třeština)[10]
- výzdoba budovy Hlavního nádraží v Praze
- kopie barokní kašny v pražské Loretě
- dřevořezby pro pražský kapucínský klášter (sochy svatého Tadeáše a svatého Antonína)
- loutky divadla Říše loutek  (Vytvářel řezané nebo soustružené loutky ve spolupráci s manželkou Annou Brichovou, autorkou kostýmů a barevné úpravy)[2]
- busta Charlotty Garrigue Masarykové v na domě Praze, Mickiewiczově ulici[11]
- pomník vojenského pilota Vincence Komendy v Pičíně u Příbrami[12]
- socha Merkura pro usedlost Kajetánka v Praze (od roku 1997 v Nové Pace)[4]